# Ole Nilsen Ravna
Ole Nilsen Ravna, född 31 oktober 1841 i Karasjok, Finnmark fylke, död 11 augusti 1906 på halvön Sværholthalvøya, Finnmark fylke, var en norsk-samisk renskötare och äventyrare. Han var en av medlemmarna i Fridtjof Nansens expedition till Grönland 1888–1889.

## Biografi
Ole Nilsen Ravna, vars samiska namn var Bikkan Ovlla, var renskötare med egen hjord. Han var son till Nils Pedersen Ravna (1815–1892) och Berit Olsdatter Lavra (1815–1893). Han var gift med Marit Andersdatter Jumpanen (1844–1917) och hade fem barn, varav ett dog vid ett års ålder.

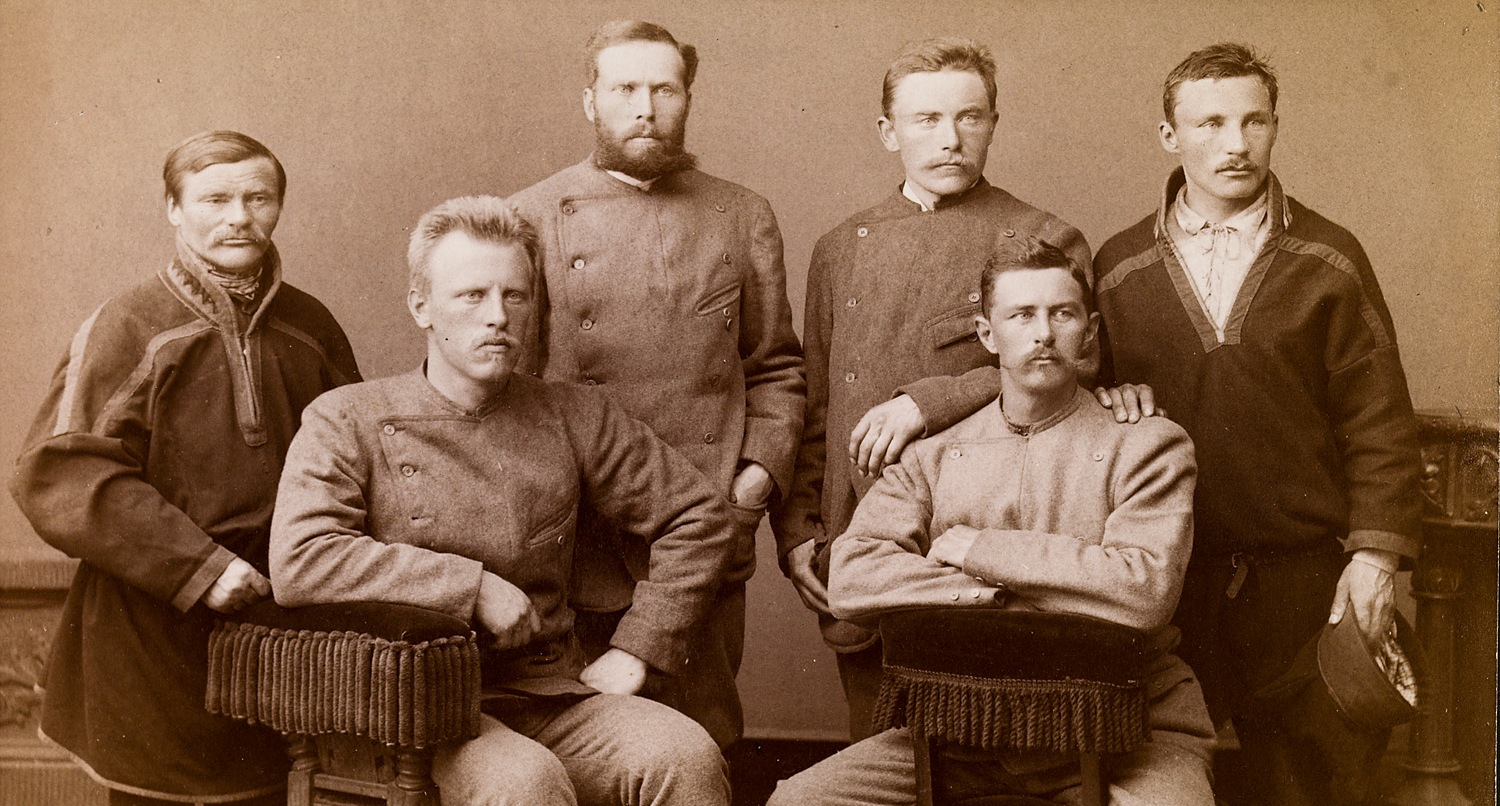
De sex medlemmarna i Grönlandsexpeditionen: Ole Nilsen Ravna, Fridtjof Nansen, Otto Sverdrup, Kristian Kristiansen (Trana), Oluf Christian Dietrichson och Samuel Balto.

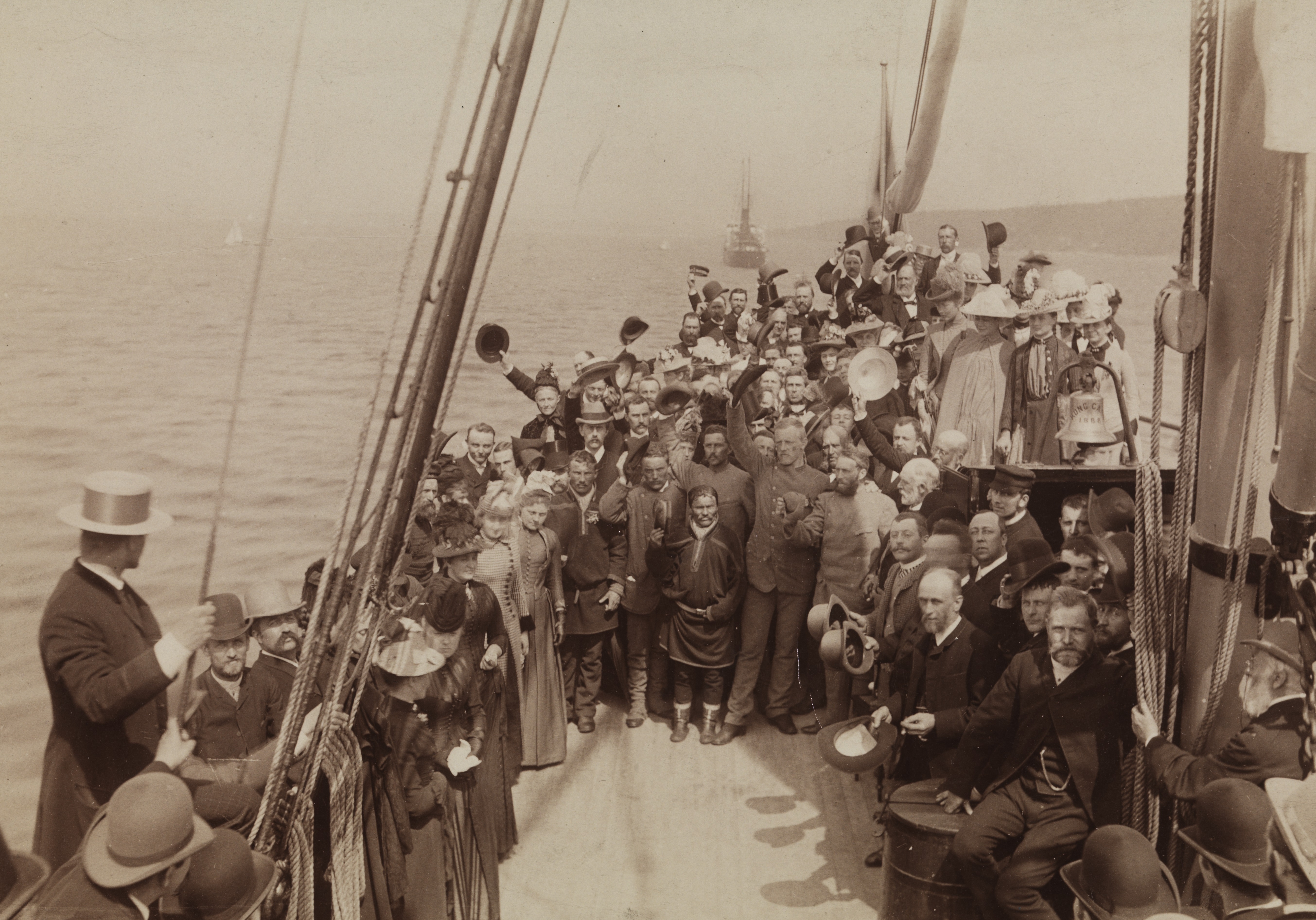
De sex medlemmarna i Grönlandsexpeditionen tillsammans med passagerare ombord på "Kong Carl" på väg hem till Kristiania 1889.

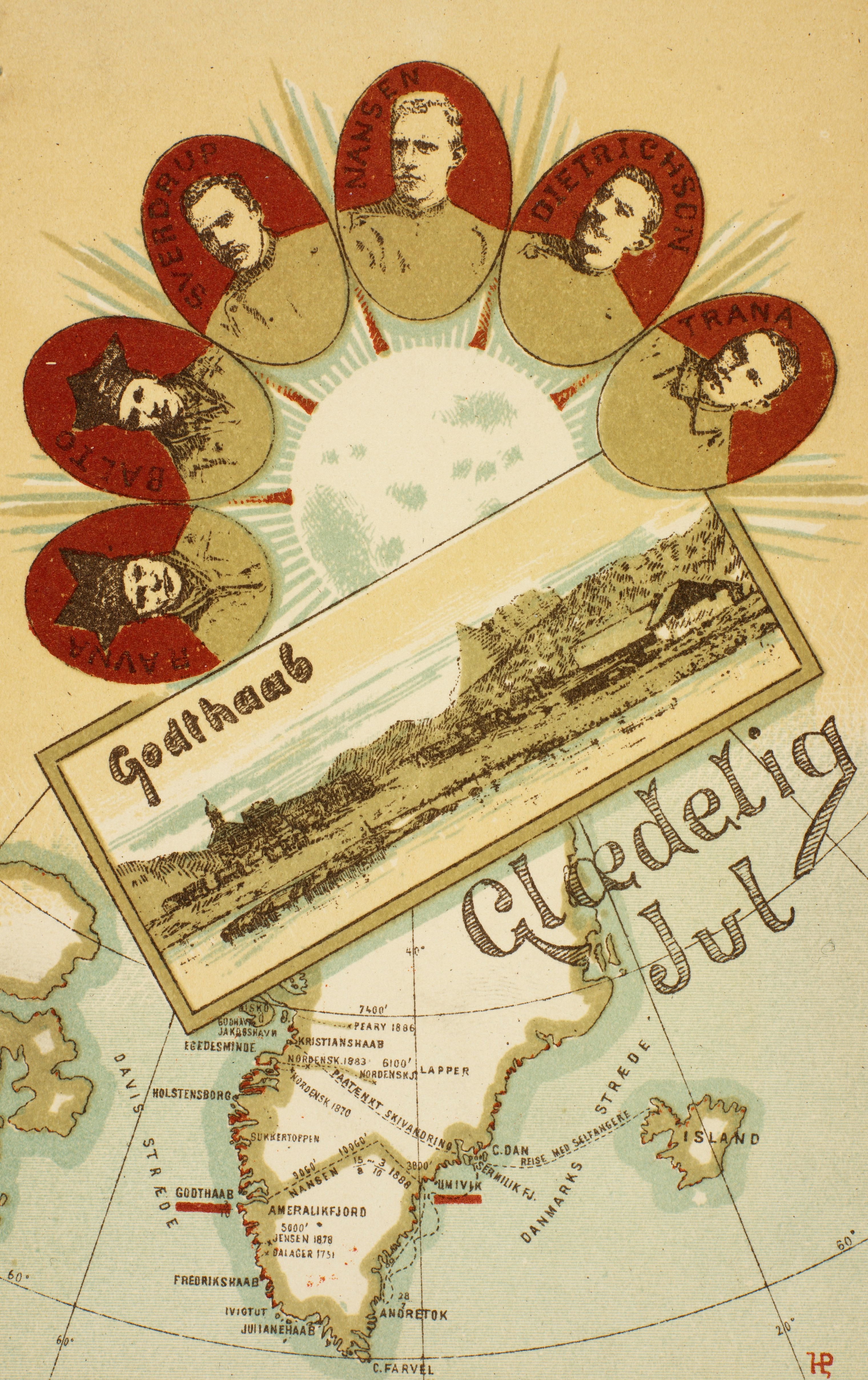
Vykort med porträtt av medlemmarna i Grönlandsexpeditionen: Ole Nielsen Ravna, Samuel Balto, Otto Sverdrup, Fridtjof Nansen, Oluf Christian Dietrichson och Kristian Kristiansen (Trana).

Han deltog i Fridtjof Nansens expedition till Grönland 1888–1889. Nansen ville ha med sig två samer på expeditionen då han ansåg att de skulle vara extra väl lämpade för en lång skidtur över snö och is. De övriga medlemmarna i expeditionen var sjömannen och polarforskaren Otto Sverdrup, officeren och polarforskaren Oluf Christian Dietrichson, den samiske upptäcktsresanden Samuel Balto och polarforskaren Kristian Kristiansen (även kallad Trana). Expeditionen var den första att korsa Grönlands inlandsis på skidor, en sträcka från Umivik på ostkusten till Godthåb (nuvarande Nuuk) på västkusten.
När Nansens expedition anlände till Kristiania (nuvarande Oslo) 30 maj 1889 välkomnades de av en jublande folkmassa. Dietrichson (eller Nansen) frågade Ravna: ”Titta, är det inte en fantastisk syn med alla dessa människor, Ravna?”, varefter Ravna svarade: ”Ja, fint, mycket fint, om de bara hade varit renar”. Ravna fick en silvermedalj av Oscar II, dåvarande kung av Sverige och Norge, för sitt deltagande i Grönlandsexpeditionen.
Ravna reste 1905 på nytt till Grönland, 65 år gammal, tillsammans med Isak Klemmetsen från Karasjok och den berömde danske arktiske upptäcktsresanden Knud Rasmussen. Den Kongelige Grønlandske Handel (KGH) i Köpenhamn ville ha en analys av möjligheterna för tamrenskötsel i området kring Godthåb (nuvarande Nuuk). På väg till Grönland fick Ravna och Klemmetsen tillfälle att träffa Fridtjof Nansen i Kristiania.
Ole Nilsen Ravna dog 11 augusti 1906 på Sværholthalvøya (på nordsamiska: Spierttanjárga), en halvö i norra Norge mellan Porsangerfjorden i väster och Laksefjorden i öster. Han begravdes på Lakselv kyrkogård i Porsangers kommun. Norska Geografiska Sällskapet reste 1909 en minnessten vid graven med inskriptionen: ”Här ligger Ravna som följde Nansen över Grönlands inlandsis”.